# G-Shock

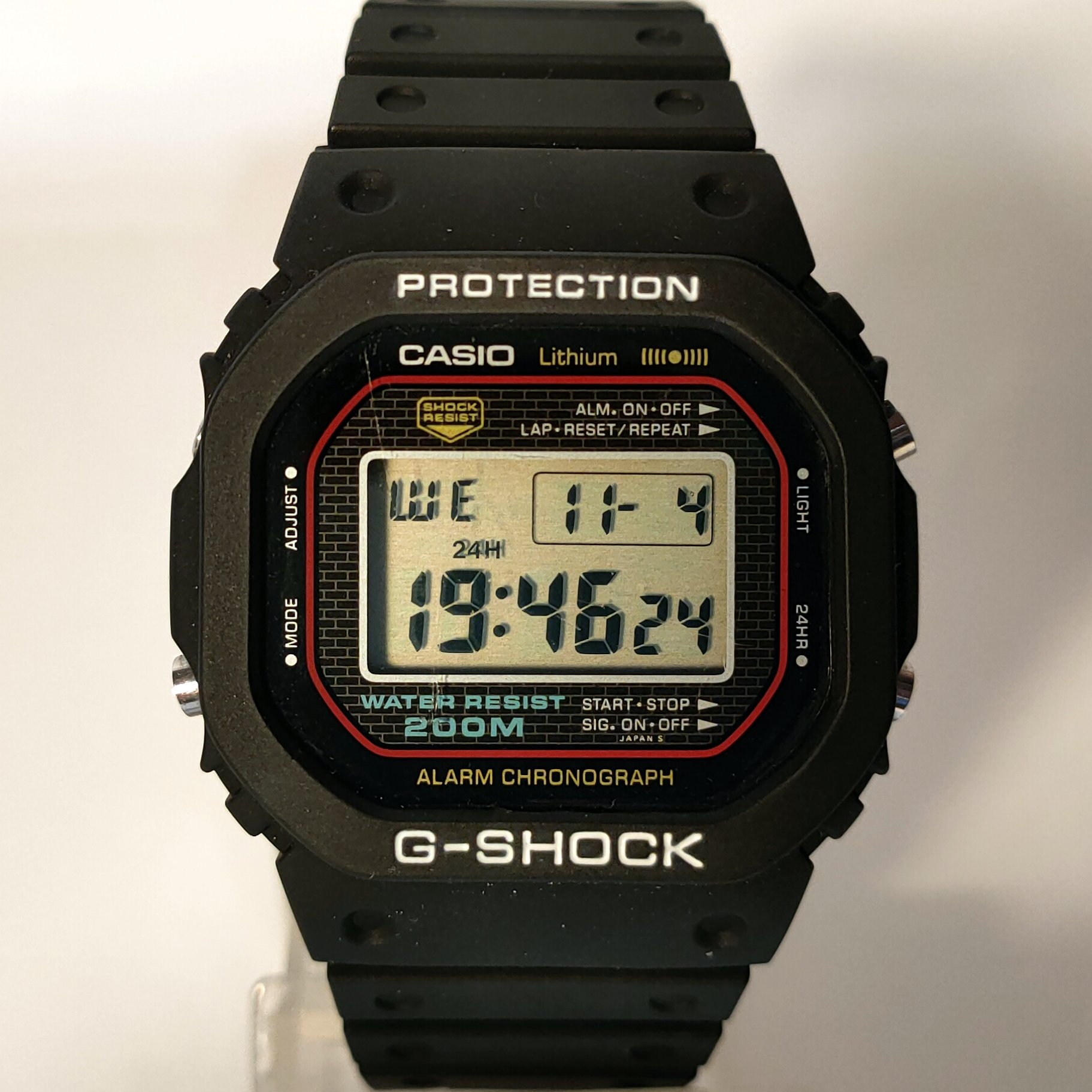
第一款G-Shock產品 DW-5000C-1A

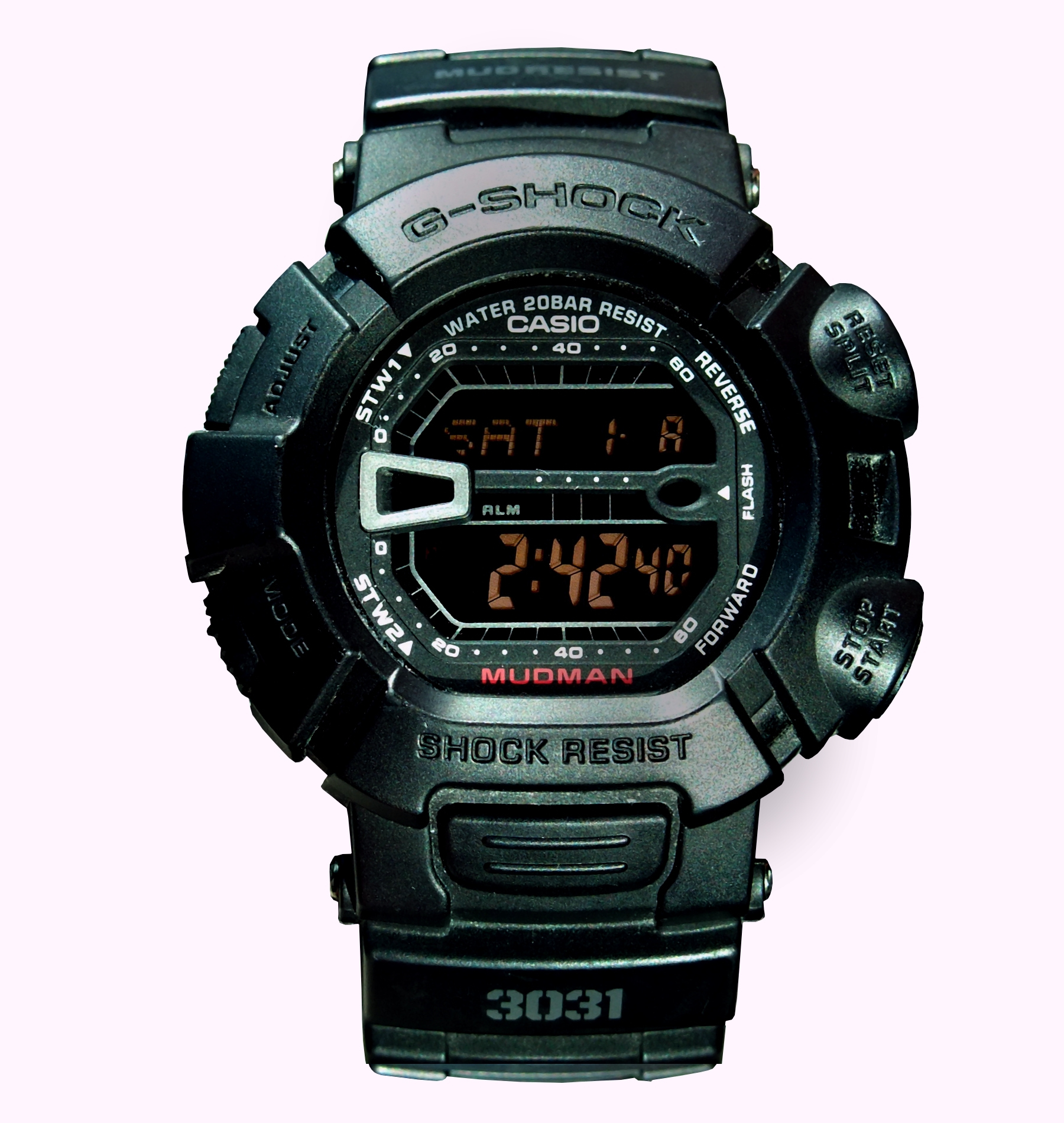
泥人系列 G-9000MS-1，錶帶印有3031機芯號碼

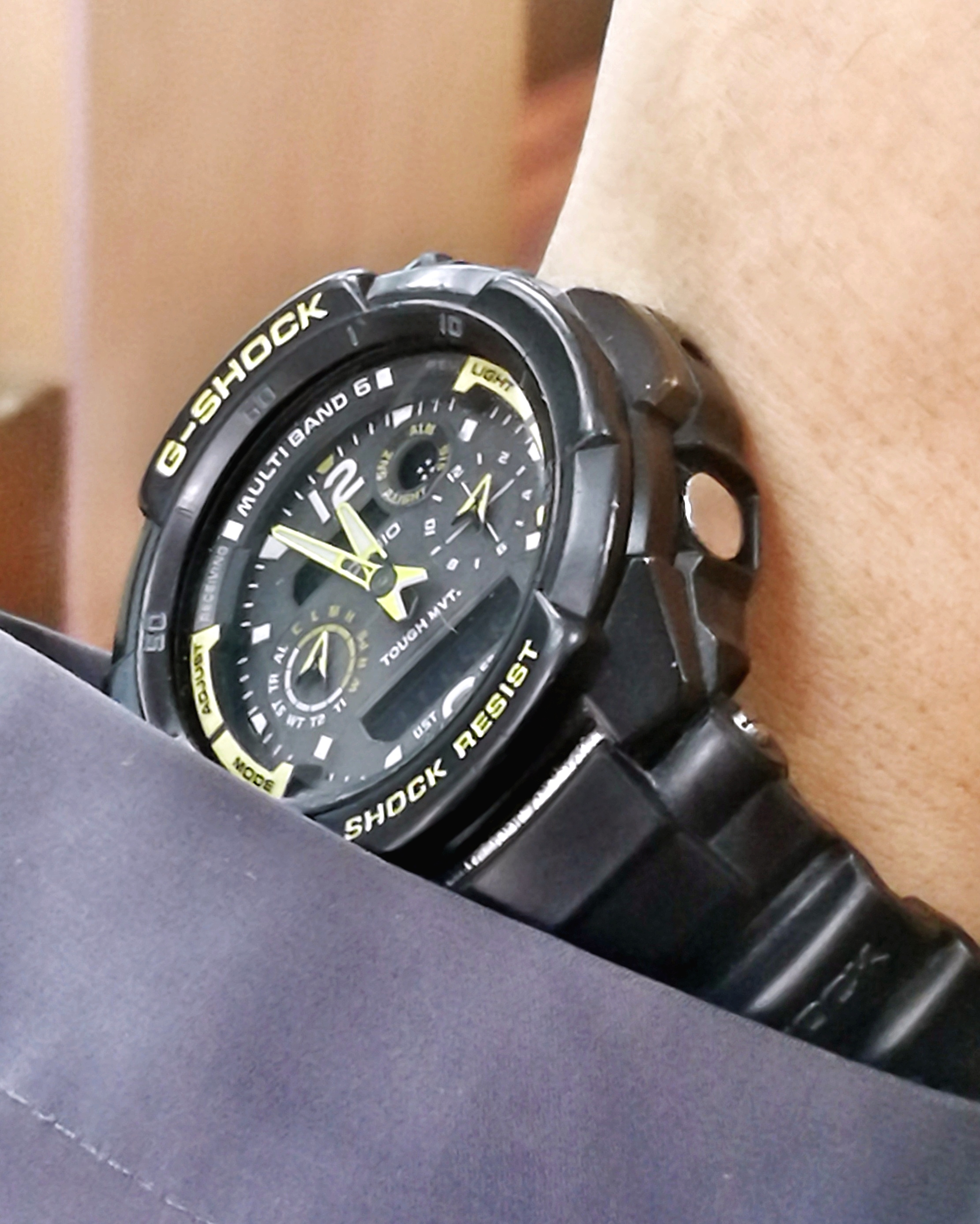
赛车计时系列 GW-3500B-1AJF

G-Shock，是日本卡西欧所生产的一個手表品牌，亦為當中最知名的品牌，強調耐衝擊，適合於運動、戶外探險以至於軍事等場合用途，G-Shock 男性系列皆防水200米。自1983年問世至2014年，G-Shock 於全世界共出售達7,000萬隻。2017年，G-SHOCK 累計銷售突破一億隻。
針對G-SHOCK 錶款的區分，由價格低往高來區隔共區分為4個區塊，價格最低的區塊是Street Fashion 強調流行、街頭流行錶款的部分，它的特色是會配合現在時尚的風潮做些顏色的變化或是花紋圖案的變化；再高一階就是Master of G系列；再高一階就是金屬錶款的 MT-G，之前是專門為飛行員來打造的，所以它有抗3G重力、抗離心力的功能；最高階的錶款是 MR-G，全鈦合金金屬錶款。
1994年，卡西歐為女性發布了BABY-G系列。BABY-G承襲了G-SHOCK耐衝擊的概念，縮小錶徑至適合女性手腕配戴的尺寸，從青澀的學生時期到逐漸成熟的輕熟女階段，BABY-G都是女性搭配時重要的電子腕錶品牌，展現出對青春活力以及對時尚生活追求的態度。

## 主要系列
- G steel
- CG 碳纖維系列
- MR-G 顶级全金属系列
- MT-G 顶级商务系列
- GIEZ 顶级潮流系列
- G-COOL 顶级概念系列
- STANDARD 标准系列
- COCKPIT 赛车计时系列
- BABY-G 女士系列
- GA 指針數位雙顯示系列
- FROGMAN（フロッグマン） 蛙人系列（舊款停产，新款在售）
- MUDMAN（マッドマン） 泥人系列（舊款停产，新款在售）
- FISHERMAN（フィッシャーマン） 渔人系列（停产）
- RANGEMAN（レンジマン）貓人系列（舊款停产，新款在售）
- RISEMAN（ライズマン） 飞人系列（舊款停产，新款在售）
- GAUSSMAN（ガウスマン） 磁人系列（停产）
- RAYSMAN（レイズマン） 光人系列（停产）
- WADEMAN（ウェイドマン） 渡人系列（停产）
- GULFMAN（ガルフマン） 湾人系列（舊款停产，新款在售）
- REVMAN（レブマン） 旋人系列（停产）
- LUNGMAN（ラングマン） 肺人系列（停产）
- ANTMAN（アントマン） 波人系列（停产）
- SKYFORCE（スカイフォース） 空军系列（停产）
- FOX FIRE（フォックスファイア） 狐火系列（日本本土代号）
- nexax（ネグザクス） 概念系列（停产）
- CODE NAME（コードネーム） 代号系列（停产）
- X-treme（エクストリーム） 极限系列（停产）
- G-LIDE（Gライド） 冲浪系列（舊款停产，新款在售）
- G’MIX（Gミックス） 音乐系列（停产）
- TACTICIAN（タクティシャン） 技师系列（停产）
- SILENCER（サイレンサー） 消音系列（舊款停产，新款在售）

## 歷史
G-Shock由日本工程師伊部菊雄設計，首隻於1983年問世。(在他考上大學時，父母買了一只手錶送他。他很珍惜地戴著，從不離身。1981年，手錶不小心摔壞了，他很難過，心情像走不動的指針。他想：「如果有一款手錶不會摔壞，那大家就不會因為弄壞手錶而難過了。」這一刻，他決定要發明一只「摔不壞的手錶」！)
公司很支持他的構想，但一做才知道難。他以為在手錶周邊包上一層塑膠，就能緩衝撞擊。結果發現，必須包覆和棒球一樣大的塑料才有效。
人們怎可以戴個棒球在手腕上？最大的要害還不是錶殼，而是錶芯的轉動零件和液晶顯示器。這些部件都又小又脆弱，就算外殼沒有砸壞，但撞擊力傳進錶芯，裡面的零件受到震動，立刻損壞停擺。

伊部要求工程師重新設計零件，結果所有新零件都成功通過測試，但組合在一起，就達不到標準。因為每個零件耐震係數不一，必須調整到一致。好不容易各零件達到相同的耐震係數，但摔爛了1000多只錶，還是失敗。
有一天在公園散步，看見小朋友在拍皮球，「啪噠、啪噠」。他腦袋彈出一個主意：「如果把手錶放在皮球裡面，中空的空氣可不可以抵銷力道，讓零件承受強大的撞擊呢？」於是他把機芯設計「懸浮」在錶殼內，以樹脂全部包覆機芯，用點與點支撐零件的中空結構。這樣當手錶摔落時，就會有二次緩衝。錶殼再設計成突出的外框，以十幾道吸震的結構，保護殼內中空懸浮的機芯。配合錶殼與錶帶「彎曲」的連接設計，又大大減少衝擊，反彈壓力。摔不壞的手錶夢想成真。

1983年4月1日，卡西歐推出 G-SHOCK，可承受10公尺高度摔落完全防震，兩百公尺深度內完全防水，10年免換電池，附帶碼錶、鬧鐘。這種無敵鐵金剛的錶，上市以後，被市場當頭澆了一桶冰水。
當時日本流行戴"薄殼"手錶，厚重的G-SHOCK像笨笨的怪物，賣得很差。卡西歐決定轉換到美國市場作戰，他們打出一支廣告，片中曲棍球選手大棒揮擊G-SHOCK，結果手錶毫無損傷，運行如常。美國電視節目主持人學廣告拿球棒重擊G-SHOCK，怎麼打都打不壞。這下證實廣告是真的。G-SHOCK因此打開知名度，但銷售量還是普通。

1990年當時美國流行滑板，青少年出門不踩個滑板，會被看成遜咖《回到未來II》。而滑板最佳的搭配正是耐摔、耐磨的G-SHOCK，它是四輪傳動越野車的手錶版。流行文化從美國回頭直接衝擊日本。
加上1994年全球熱門電影《捍衛戰警》的主角基努李維，在片中就是戴G-SHOCK，使得銷量一飛沖天。1990年，日本整年才賣1萬隻，1995年賣了70萬隻，1997年賣出270萬隻，全球600萬隻。

到了2000年有天他看見自己和青少年戴著同樣的G-SHOCK，感覺像是大叔裝年輕，很做作。於是開始研發「金屬殼的G-SHOCK」。這是他以前拋棄的材料，現在他要再次挑戰，結果又給他挑戰成功，開發出金屬的G-SHOCK，防震與塑膠殼一樣強，為大人開出成熟的錶款，MT-G系列(不鏽鋼) 與 MR-G系列(鈦合金)。

2014年，G-Shock推出了首個女性系列─SHEEN，性能與男性系列一樣，差別在於錶殼尺寸縮小，而且顏色款式更加豐富，並且增添時尚風格。

多頻段6技術
採用Multi-Band 6技術的G-Shock手錶可以與世界上六個原子時間發射器中的一個同步，以保持準確的時間。以下是六個原子時間發射器的列表：

日本
手錶可以調到兩個位置：
來自福島（Ohtakadoyayama）附近的Otakadoya山的JJY的40 kHz信號。
來自羽根山（はがね山,Haganeyama）的Haganeyama發射機的60 kHz信號。
中國
手錶調諧到從68千赫信號BPC在河南商丘市。這是最新的附加信號; 較舊的多頻段5手錶將無法連接到此信號，必須升級到更新的多頻段6手錶才能從那裡同步。
美國
手錶調從60千赫信號WWVB在科羅拉多州柯林斯堡。
英國
手錶調整到60千赫MSF在Anthorn。
德國
手錶調諧到77.5千赫的低頻時間信號電台DCF77在Mainflingen信號。